# Osona

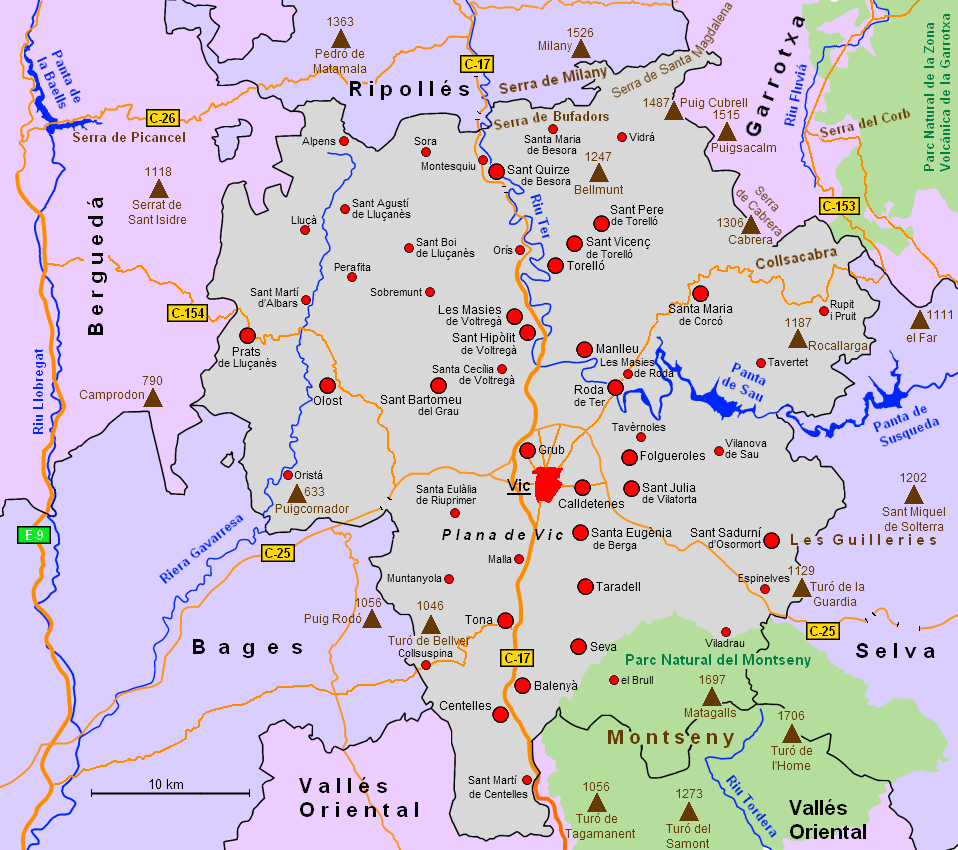
A járás térképe

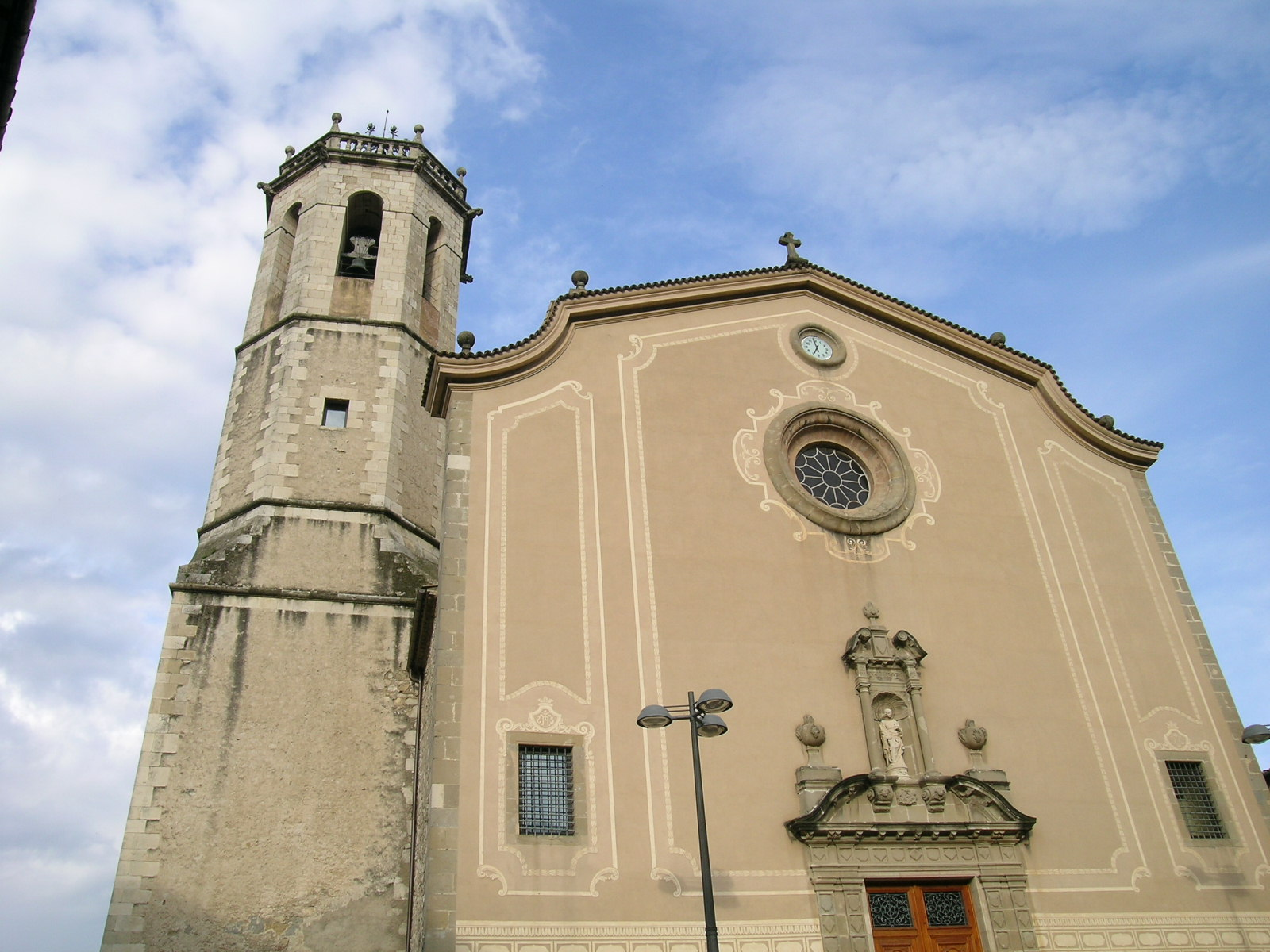
Centelles

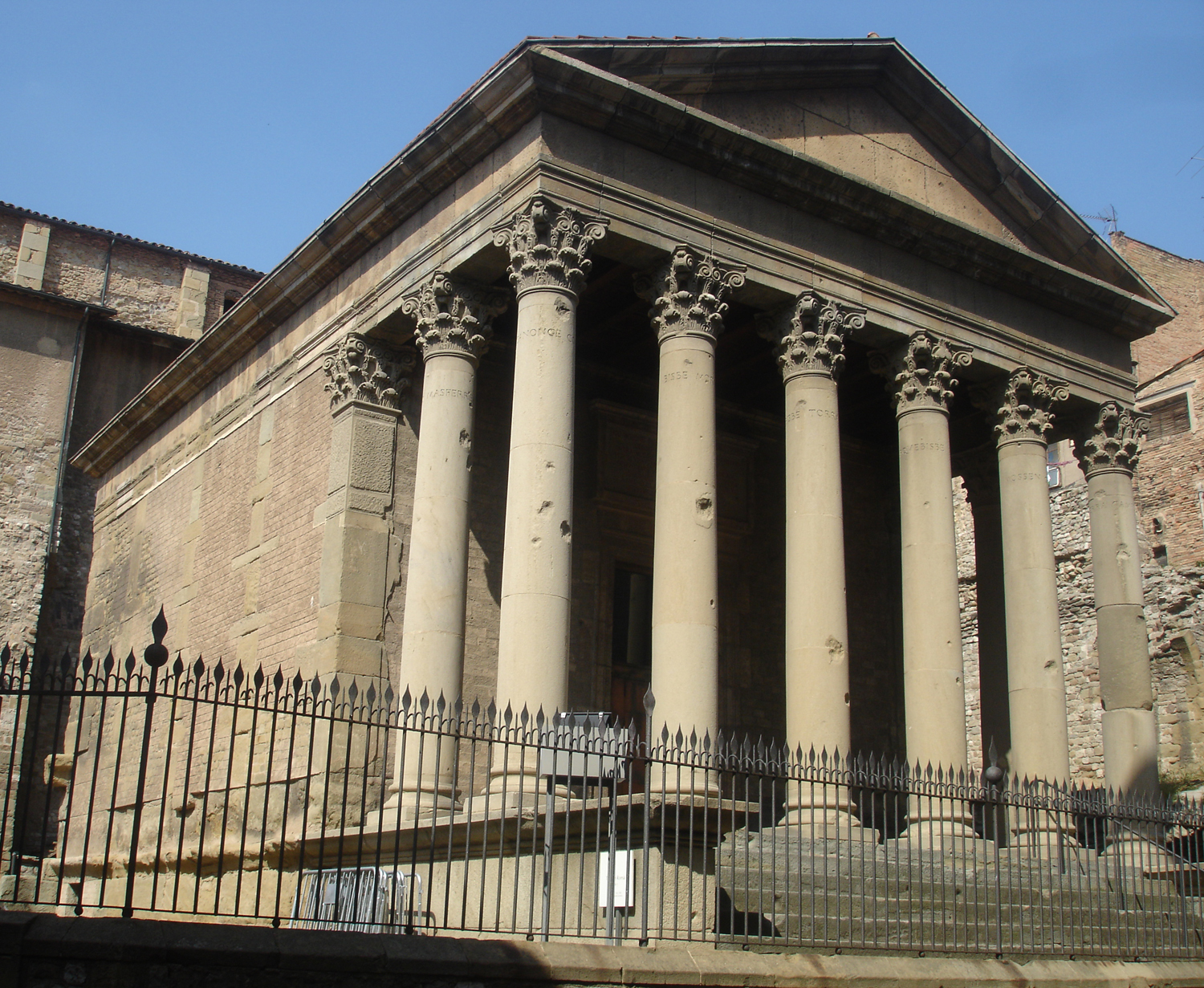
Vic román stílusú temploma

Osona (franciásan: Ausona) járás (comarca) Katalóniában, Barcelona és Girona tartományokban. Osona Ripollès, Garrotxa, Selva, Vallès Oriental, Bages, Berguedà, Moianès és Lluçanès comarcákkal határos.
Történeti elődje az az Osona grófság volt, amit Marca Hispanica tartomány részeként Nagy Károly fia, Jámbor Lajos, azidőtájt Akvitánia királya alapított 799-ben.

## Települések
A települések utáni szám a népességet mutatja. Az adatok 2001 szerintiek.
- Alpens - 278
- Balenyà - 3 213
- El Brull - 186
- Calldetenes - 1 998
- Centelles - 5 822
- Collsuspina - 268
- Espinelves - 184
- Folgueroles - 1 693
- Gurb - 1 955
- Lluçà - 267
- Malla - 239
- Manlleu - 17 532
- Les Masies de Roda - 710
- Les Masies de Voltregà - 2 873
- Montesquiu - 822
- Muntanyola - 341
- Olost - 1 158
- Oristà - 633
- Orís - 248
- Perafita - 356
- Prats de Lluçanès - 2 687
- Roda de Ter - 5 210
- Rupit i Pruit - 341
- Sant Agustí de Lluçanès - 105
- Sant Bartomeu del Grau - 1 106
- Sant Boi de Lluçanès - 566
- Sant Hipòlit de Voltregà - 3 047
- Sant Julià de Vilatorta - 2 414
- Sant Martí d'Albars - 134
- Sant Martí de Centelles -  772
- Sant Pere de Torelló - 2 188
- Sant Quirze de Besora - 1 970
- Sant Sadurní d'Osormort - 81
- Sant Vicenç de Torelló - 1 806
- Santa Cecília de Voltregà - 206
- Santa Eugènia de Berga - 1 973
- Santa Eulàlia de Riuprimer - 863
- Santa Maria de Besora - 178
- Santa Maria de Corcó - 2 165
- Seva - 2 578
- Sobremunt - 87
- ora - 182
- Taradell - 5 270
- Tavertet - 146
- Tavèrnoles - 273
- Tona - 6 072
- Torelló - 12 286
- Vic - 32 703
- Vidrà - 163
- Viladrau - 863
- Vilanova de Sau - 332